# Sveva Schiazzano
Sveva Schiazzano (Vico Equense, 8 ottobre 1999) è una nuotatrice italiana.

## Carriera
A soli 6 anni comincia a frequentare i corsi di nuoto prendendo parte alle prime gare giovanili con i colori della Ulysse Swimming Sorrento. Nel marzo 2012 partecipa per la prima volta ai campionati italiani giovanili di Riccione, ottenendo il 6º posto negli 800 stile libero. Nel marzo 2013 conquista a Riccione per la prima volta, il titolo italiano nei 400 s.l. e l'argento negli 800 s.l.
Nel mese di luglio 2013, a soli 14 anni riceve la sua prima convocazione in nazionale e partecipa agli EYOF 2023 tenutosi ad Utrecht in Olanda dove vince la medaglia di bronzo nella gara degli 800 sl, alle spalle di Arina Openysheva e Holly Hibbott.
A settembre riceve al Quirinale dal Capo dello Stato Napolitano e dal Presidente del CONI Giovanni Malagò, l'onorificenza di ambasciatrice dei valori dello sport fra i giovani. A dicembre 2013 a Riccione gareggia per la prima volta ai campionati italiani assoluti invernali. A marzo 2014 ai Criteria, i primaverili giovanili di Riccione, ottiene l'oro nei 400 negli 800 stile libero.
A settembre 2014 entra a far parte della squadra nazionale di nuoto di fondo e partecipa alla Comen Cup Open Water Championships 2014  vincendo la medaglia di bronzo nella gara di 5km. 
Il 25 giugno 2015 ha conquistato un oro ai Giochi europei di Baku in Azerbaigian, trionfando nei 1500 m stile libero. Nel luglio dello stesso anno, in una delle sue prime esperienze nel nuoto di fondo, chiude ottava nella gara sui cinque chilometri valida per il campionato europeo juniores di nuoto in acque libere, svoltasi a Tenero, in Svizzera.
A marzo 2015 fa il bis di medaglie d'oro ai campionati italiani primaverili di Riccione con il tempo di 4’12”20 nei 400 stile libero e 8’37”81 negli 800 stile libero. 
Ad agosto 2017 ha ottenuto due argenti ai campionati italiani giovanili estivi nelle gare dei 400 stile libero ed 800 s.l. .
A 18 anni si trasferisce negli Stati Uniti per frequentare il semestre primaverile alla Rutgers University. Qui partecipa al Big Ten Championships e stabilisce due record nei 1650 yard sl (16'11''92)  e nei 1000 y sl (9'45''34) e si qualifica all'NCAA Championships 2018.
Al termine del periodo di studi oltreoceano le viene diagnosticato il linfoma di Hodgkin ed è costretta a sospendere l'attività agonistica fino al febbraio 2020.

## Palmarès

### Competizioni internazionali
| Anno | Manifestazione                        | Sede             | Evento   | Risultato | Prestazione | Note |
| ---- | ------------------------------------- | ---------------- | -------- | --------- | ----------- | ---- |
| 2013 | Euopean Youth Olympic Festival        | Utrecht          | 800 m sl | Bronzo    | 8'58"48     |      |
| 2015 | Giochi europei                        | Baku             | 1500m sl | Oro       | 16'40"17    |      |
| 2015 | Campionati europei giovanili di fondo | Svizzera         | 5000 m   | 8°        | 1h03'09"86  |      |
| 2016 | Europei giovanili                     | Hódmezővásárhely | 1500m sl | Bronzo    | 16'26"16    |      |